# Resolutie 2093 Veiligheidsraad Verenigde Naties
Resolutie 2093 van de Veiligheidsraad van de Verenigde Naties werd op 6 maart 2013 unaniem aangenomen door de VN-Veiligheidsraad. De resolutie verlengde de toestemming voor de vredesmissie van de Afrikaanse Unie in Somalië met een jaar en hief het wapenembargo dat al twintig jaar van kracht was tegen dat land gedeeltelijk op.

## Achtergrond
In 1960 werden de voormalige kolonies Brits Somaliland en Italiaans Somaliland onafhankelijk en samengevoegd tot Somalië. In 1969 greep het leger de macht en werd Somalië een socialistisch-islamitisch land. In de jaren 1980 leidde het verzet tegen het totalitair geworden regime tot een burgeroorlog en in 1991 viel het centrale regime. Sindsdien beheersten verschillende groeperingen elk een deel van het land en viel Somalië uit elkaar. Toen milities van de Unie van Islamitische Rechtbanken de hoofdstad Mogadishu veroverden, greep buurland Ethiopië in en heroverde de stad. In 2007 stuurde de Afrikaanse Unie met toestemming van de Veiligheidsraad 8000 - later 12.000 - vredeshandhavers naar Somalië. In 2008 werd piraterij voor de kust van Somalië een groot probleem. In september 2012 trad na verkiezingen een nieuwe president aan die met zijn regering de rol van de tijdelijke autoriteiten die Somalië jarenlang hadden bestuurd moest overnemen.

## Inhoud

### Waarnemingen
Troepen uit Burundi, Djibouti, Kenia, Nigeria, Sierra Leone en Oeganda hadden een bepalende rol gespeeld in het verbeteren van de veiligheid in de Somalische hoofdstad Mogadishu. Daarbij waren ook soldaten gesneuveld. Het was van belang dat Somaliës eigen veiligheidsdiensten opnieuw opgericht, opgeleid en uitgerust werden. Daarvoor was al een Europese missie ter plaatse. De Somalische overheid werkte inmiddels aan een veiligheidsstrategie.
Er was ook zorg over de schendingen van de ban op de uitvoer van steenkool. De president van Somalië werkte aan een oplossing voor deze kwestie die dringend moest worden aangepakt.

### Handelingen

#### UMISOM
De lidstaten van de Afrikaanse Unie mochten hun AMISOM-vredesmacht verder in Somalië houden tot 28 februari 2014. De missie had als taken het bezetten en beveiligen van het grondgebied en het beschermen van de bevolking. De vredesmacht bleef voorts logistieke ondersteuning krijgen vanuit de VN.
Er werd opnieuw gevraagd om binnen AMISOM een wacht op te richten die buitenlands personeel van onder meer de VN zou escorteren en beveiligen. Ook maakte AMISOM minder burgerslachtoffers, en er werd gevraagd de inspanningen hiertoe nog op te drijven.
Donorlanden werden gevraagd bijkomende middelen en bijstand te leveren. De missie werd thans betaald via een fonds bij de VN. De AU werd gevraagd te overwegen de financiering van AMISOM via de eigen middelen te regelen, zoals was gedaan met de AU-missie in Mali.

#### Strategische beoordeling Verenigde Naties
De Veiligheidsraad was het eens met de secretaris-generaal dat de politieke VN-missie in Somalië, UNPOS, haar mandaat had voltooid en ontbonden en vervangen moest worden door een nieuwe uitgebreide politieke missie. Voor een VN-vredesmacht waren de omstandigheden in Somalië echter nog niet geschikt.
Er werd ook beslist dat het VN-ondersteuningskantoor voor AMISOM, UNSOA, geïntegreerd zou worden in de VN-missie in Somalië.

#### Mensenrechten en de bescherming van burgers
Men veroordeelde de aanvallen tegen de bevolking en riep op het geweld, waaronder seksueel geweld, te stoppen. De Somalische president had beloofd soldaten die zich aan seksueel geweld schuldig maakten te vervolgen. Verder moesten het actieplan tegen het vermoorden en verminken van kinderen en dat tegen de rekrutering van kindsoldaten met voorrang uitgevoerd worden.
Ook de situatie in de vluchtelingenkampen, waar door alle partijen mensenrechtenschendingen werden gepleegd, bleef zorgwekkend. De beveiliging van deze kampen moest worden opgevoerd. Er werd ook gewezen op het verbod om de bevolking onder dwang te verplaatsen.

#### Wapenembargo
Het wapenembargo dat met resolutie 733 uit 1992 was opgelegd tegen Somalië werd voor een periode van twaalf maanden opgeheven voor wapens en uitrusting bestemd voor de Somalische veiligheidsdiensten, AMISOM, de VN en ten behoeve van de bescherming van de bevolking. Enkel de in bijlage vermelde items bleven verboden.

#### Bijlage
1. Luchtdoelraketten, inclusief Manpads,
2. Kanonnen zwaarder dan 12,7 millimeter en hun munitie; maar exclusief schoudergelanceerde granaten,
3. Mortieren zwaarder dan 82 millimeter,
4. Geleide antitankraketten,
5. Springtuigen en mijnen,
6. vizieren met nachtzicht.

## Verwante resoluties
- Resolutie 2073 Veiligheidsraad Verenigde Naties (2012)
- Resolutie 2077 Veiligheidsraad Verenigde Naties (2012)
- Resolutie 2102 Veiligheidsraad Verenigde Naties
- Resolutie 2111 Veiligheidsraad Verenigde Naties

Lijst ·  2086 ·  2087 ·  2088 ·  2089 ·  2090 ·  2091 ·  2092 ·  2093 ·  2094 ·  2095 ·  2096 ·  2097 ·  2098 ·  2099 ·  2100 ·  2101 ·  2102 ·  2103 ·  2104 ·  2105 ·  2106 ·  2107 ·  2108 ·  2109 ·  2110 ·  2111 ·  2112 ·  2113 ·  2114 ·  2115 ·  2116 ·  2117 ·  2118 ·  2119 ·  2120 ·  2121 ·  2122 ·  2123 ·  2124 ·  2125 ·  2126 ·  2127 ·  2128 ·  2129 ·  2130 ·  2131 ·  2132